# Фелікс Вердехо
Фелікс Вердехо Санчес (ісп. Félix Verdejo Sánchez; 19 травня 1993, Сан-Хуан, Пуерто-Рико) — пуерториканський боксер-професіонал, що виступав в легкій вазі. Учасник Олімпійських ігор 2012 року.

## Любительська кар'єра
Вердехо переміг у кваліфікаційному американському відборі на Олімпійські ігри 2012. Після перемоги над мексиканським боксером Гутьєрресом він увійшов у топ-4, чим гарантував собі квоту на Олімпіаду.
Після впевнених двох стартових перемог Фелікс програв у чвертьфіналі майбутньому чемпіону ігор українцю Василю Ломаченку.

### Олімпійські ігри 2012
- 1/16 фіналу: переміг Хуана Хуертаса (Панама) - PTS (11-5)
- 1/8 фіналу: переміг Ахмеда Мейрі (Туніс) - PTS (16-7)
- 1/4 фіналу: програв Василю Ломаченку (Україна) - PTS (9-14)

## Професіональна кар'єра
У жовтні 2012 року підписав контракт з компанією Top Rank і 6 грудня 2012 провів перший переможний професійний бій. За період 2013 — 2014 роки Фелікс переміг ще в 14 поєдинках і 25 квітня 2015 року вийшов на перший титульний бій проти Марко Антоніо Лопеса (Мексика) за вакантний титул чемпіона Латинської Америки за версією WBO у легкій вазі. Бій закінчився перемогою Вердехо нокаутом в п'ятому раунді.
Фелікс провів шість вдалих захистів звання чемпіона Latino. Влітку 2017 року була досягнута домовленість про його бій проти непереможного чемпіона світу за версією WBO у легкій вазі Террі Фленагана. Але поєдинок, запланований на 16 вересня 2017 року, не відбувся через травму Фленагана. Наступним суперником Вердехо восени 2017 мав стати мексиканець Антоніо Лосада, але травму на тренуванні отримав сам Вердехо, і бій було перенесено.
17 березня 2018 року після 13-місячного простою і лікування травми Фелікс Вердехо вийшов на бій проти Антоніо Лосади, був малоактивним і зазнав сенсаційної поразки нокаутом у 10-му раунді.
Після першої в кар'єрі поразки Вердехо провів переможний бій проти мексиканця Ярдлі Армента Круса, а потім 20 квітня 2019 року здобув перемогу над колишнім тимчасовим чемпіоном WBA в другій напівлегкій вазі костариканцем Браяном Васкесом.
16 липня 2020 року швидко здолав непереможного американця Вілла Мадеру.
12 грудня 2020 року в бою за вакантний титул інтерконтинентального чемпіона за версією WBO в легкій вазі Фелікс зустрівся з японцем Накатані Масайосі. Перед зустріччю пуерториканець був фаворитом, а бій розпочався для нього дуже вдало. Вже в першому раунді він надіслав Накатані в нокдаун, в четвертому — зробив це вдруге. 10-раундовий бій наближався до завершення, і Вердехо вів перед на карточках суддів. Але у дев'ятому раунді Накатані вдався хороший джеб назустріч, і в нокдауні опинився пуерториканець. Він зумів продовжити бій, але тільки для того, щоб в наступній атаці японця отримати жорстокий нокаут.

## Вбивство коханки
1 травня 2021 року неподалік від Сан-Хуана знайшли тіло раніше зниклої 27-річної коханки Фелікса Вердехо, вагітної від нього Кейшли Марлен Родрігес Ортіс, яке опізнали лише завдяки татуюванню у вигляді діаманту, зробленого дівчиною на честь Вердехо, що мав прізвисько «Діамант». Поліція Пуерто-Рико відразу допитала боксера, оскільки він був останнім, хто бачив Кейшлу живою. Наступного дня Фелікса офіційно звинуватили у вбивстві його вагітної коханки.
У лютому 2022 року Прокуратура США вирішила більше не вимагати смертної кари для Вердехо та його спільника Кадіса-Мартінеса за звинуваченнями в крадіжці автомобіля, що призвело до смерті Кейшли Марлен Родрігес, викрадення, що призвело до смерті Кейшли Марлен Родрігес та вбивства ненародженої дитини, але тепер йому загрожує 99 років ув'язнення, якщо його визнають винним.
У п'ятницю 3 листопада 2023 року Фелікс був офіційно засуджений до двох довічних термінів поспіль, після того, як у липні цього року суд присяжних у Пуерто-Ріко визнав його винним у вбивстві своєї вагітної дівчини. Безпосередньо перед винесенням вироку суддя у справі сказав, що Вердехо «покінчив з життям двох людей» (Кейшли та свого).